# Борго Вал ди Таро
Борго Вал ди Таро (итал. Borgo Val di Taro) је насеље у Италији у округу Парма, региону Емилија-Ромања.
Према процени из 2011. у насељу је живело 5466 становника. Насеље се налази на надморској висини од 410 м.

## Становништво
| 1931.  | 1936.  | 1951.  | 1961. | 1971. | 1981. | 1991. | 2001. | 2011. |
| ------ | ------ | ------ | ----- | ----- | ----- | ----- | ----- | ----- |
| 11.191 | 11.004 | 10.862 | 9.706 | 7.646 | 7.306 | 7.027 | 7.084 | 7.275 |